# Stachys mardinensis
Stachys mardinensis là một loài thực vật có hoa trong họ Hoa môi. Loài này được (Post) R.R.Mill miêu tả khoa học đầu tiên năm 1980.